# 赤崁路
赤崁路（Chikan Rd.）為高雄市梓官區的重要道路，地理位置接近台灣海峽，分為東、西、南、北方位共四個部分呈十字交叉相連。其中，赤崁東路全線編號台19甲線，起端於赤崁北、南路口接西路，往東續直行大舍西路可連結台17線。赤崁西路則接續東路，起端於赤崁北、南路口，終抵梓官外海接赤崁海濱步道；赤崁北路北起接彌陀區新庄路往南寮地區與彌陀市區，南抵赤崁東、西路口接南路。赤崁南路則接續北路，南止於樹人巷口，續行接光明路可通往蚵仔寮漁港。

## 行經行政區域
- 梓官區

## 分段
赤崁路共分成四個部分：
- 赤崁東路：東起於大舍西路20巷口、赤崁慈善宮旁接大舍西路，西止於赤崁北、南路口接赤崁西路。屬台19甲線。
- 赤崁西路：東於赤崁北、南路口接赤崁東路，西抵梓官外海接赤崁海濱步道。
- 赤崁北路：北起接彌陀區新庄路，南止於赤崁東、西路口接赤崁南路。
- 赤崁南路：北於赤崁東、西路口接赤崁北路，南止於樹人巷口接光明路。

## 沿線設施
（赤崁東、西路由東至西；赤崁北、南路由北至南。）
- 赤崁東路
  - 赤崁社區
  - 赤崁慈善宮
  - 信利木器公司梓官廠
  - 赤崁廣山寺
  - 全家便利商店梓官赤崁店
  - 赤東社區活動中心
  - 赤崁淨華寺
  - 高雄市立圖書館梓官赤東分館
  - 無極混元聖玄院
- 赤崁西路
  - 高雄市政府警察局岡山分局赤崁派出所
  - 赤崁龍穗殿
  - 赤崁古厝
  - 赤崁海濱步道
- 赤崁北路
  - 合興醬油工廠
  - 來進金企業有限公司
  - 偉宏興工業股份有限公司
  - 赤崁清進宮
  - 高雄市政府警察局岡山分局赤崁派出所
  - 赤崁東路
- 赤崁南路
  - 赤崁東路
  - 蚵子寮郵局
  - 梓官區農會赤崁辦事處
  - 赤崁赤慈宮
  - 赤崁市場
  - 7-Eleven赤東門市
  - 高雄市梓官區蚵寮國小（光明路177號）

## 公共自行車
- 高雄市公共自行車租賃系統：
  - 赤東社區活動中心：中正路/赤崁東路(南側)

## 公車資訊
- 高雄客運
  - 8017 高雄火車站－赤崁－岡山
  - 8045 高雄火車站－赤崁－舊港口－岡山
- 南台灣客運
  - 紅53 高鐵左營站－高雄大學－蚵仔寮漁港